# Artystone bolivianensis
Artystone bolivianensis är en kräftdjursart som beskrevs av Vernon E. Thatcher och Anton Karl Schindler 1999. Artystone bolivianensis ingår i släktet Artystone och familjen Cymothoidae. Inga underarter finns listade i Catalogue of Life.